# Vlag van Asturië

Vlag van Asturië

De vlag van Asturië bestaat uit een blauw veld met daarop een geel kruis. Aan de horizontale balk van het kruis hangen de Griekse letters alfa en omega. De vlag werd op 19 december 1990 officieel aangenomen.
Volgens een legende is de vlag in gebruik genomen door Don Pelayo, de eerste koning van Asturië. Dit zou zijn gebeurd tijdens de Slag bij Covadonga in 722, waar een Aragoons leger voor het eerst de Moren versloeg. Deze veldslag was van groot belang voor het voortbestaan van een onafhankelijke christelijke gemeenschap in Asturië en voor de latere geschiedenis van Spanje omdat vanuit Asturië de reconquista zou beginnen.

## Varianten

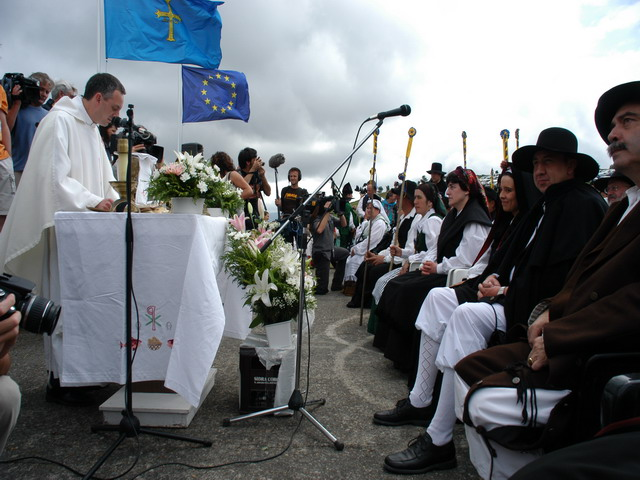
Vlag voor binnen en buiten tijdens een traditionele bruiloft

Een vlag met een kruis in het midden wordt gebruikt als tafelvlag en voor interieurs. Er is ook een versie voor ceremoniële doeleinden waarbij het kruis wordt versierd met juwelen.

? Versie voor binnen
? Ceremoniële vlag voor buiten